# Diego Francisco Aduarte
Diego Francisco Aduarte (nascut a Saragossa en 1566, mort a Manila, Filipines a l'agost de 1635?) va ser un religiós dominic aragonès.
Va estudiar a la Universitat d'Alcalá i va ingressar en l'Ordre dels Predicadors.
Va anar de missions a Manila el 1594 amb el propòsit d'evangelitzar als nadius, la qual cosa va realitzar amb gran efectivitat.
D'aquí va marxar cap a Tailàndia però la seva missió va resultar un fracàs a causa de l'hostilitat dels seus habitants. Es va desplaçar cap a Cotxinxina però el resultat va ser similar.
És durant aquesta època que va realitzar una gesta heroica en suport a les tropes espanyoles atacades a Manila.
Va ser nomenat bisbe de Nova Segòvia el 1632.
En 1603 va tornar a Espanya i va començar a escriure la història dels fets esdevinguts a les Filipines, testimoniatge directe de les dificultats experimentades per convertir al cristianisme als infidels d'altres terres.
Aquests documents serveixen ara com a referència històrica, i en la seva època es van usar com a guies per a futurs missioners encarregats d'evangelitzar aquestes regions.

## Obres
- Relación de muchos cristianos que han decidido por la fe católica en el Japón desde el año 1616 hasta el de 1628 (Manila, 1632, 1640)
- Relación de algunas entradas que han hecho los religiosos de la Orden de Predicadores en la provincia del Santo Rosario (Manila, 1638)
- Historia de la provincia del Santísimo Rosario de Filipinas, Japón y China (Manila, 1640 y Zaragoza, 1693)
- Relación de los gloriosos martirios de seis religiosos de San Domingo de la provincia del Santo Rosario (Manila, 1634; Valladolid, 1637)